# Jovem Pan News
Jovem Pan News é uma rede de rádio jornalística brasileira pertencente ao Grupo Jovem Pan. Foi criada em 7 de outubro de 2013, como projeto de rádio all news, ou seja, com programação jornalística 24 horas por dia, além de se dedicar às transmissões esportivas e de entretenimento.

## História
Inicialmente, suas transmissões foram feitas em formato experimental via internet no portal Jovem Pan Online, que é hospedado pelo UOL. A partir das 0h de 2 de dezembro de 2013, o projeto começou a ganhar espaços no dial brasileiro, com a inclusão das rádios AMs de Brasília e São José do Rio Preto.
Em São José do Rio Preto, a estreia ocorreu através da Jovem Pan News São José do Rio Preto, que em 2022 migrou para o FM 93,1 MHz e passou a transmitir a rede Jovem Pan FM. A Jovem Pan News Brasília substituiu a Jovem Pan News AM 750, com cobertura de sinal entre o Distrito Federal, Goiás e noroeste de Minas Gerais. Em outubro de 2024, a emissora migrou em definitivo para o FM 107,5 com o desligamento do transmissor de AM.
Essas duas emissoras são rádios próprias da Rede Jovem Pan, marca que também controla a FM 107.9 MHz de Águas Lindas de Goiás. Essa estação deixou de integrar a rede Jovem Pan News, aguardando autorização pra aumento de potência. Em 2014, a frequência FM 107,9 MHz passou a captar a rádio Fonte FM, evangélica de Goiânia. A cobertura de sinal é direcionada às cidades goianas localizadas no entorno do Distrito Federal, além das cidades-satélites distritais e da própria capital do país, Brasília.
Em outubro de 2017, a Rede Jovem Pan News em Brasília voltou a ser retransmitida na frequência de FM 107,9 MHz após três anos.
Em São Paulo, o conteúdo é parcialmente veiculado pela Jovem Pan FM, rádio líder de uma extensa rede nacional em FM, sem perder a característica atual de rádio musical jovem existente no canal desde a década de 1970. Recentemente  passou a contar com a transmissão em rede do Jovem Pan Morning Show, atração que no AM 620 era intercalada com prestação de serviço e noticiários, enquanto no FM são executadas música de interesse do público jovem. O tradicional Jornal da Manhã também era transmitido nos dois dials.
Segundo a própria Jovem Pan, a intenção do projeto era a modernização da Jovem Pan AM, rede que contava com mais de 90 afiliadas espalhadas por diferentes regiões do Brasil. Cerca de 15 afiliadas da antiga rede AM passou a aderir o projeto Jovem Pan News. Existiu uma movimentação para que a nova rede contasse com atuações em mercados como Rio de Janeiro, Curitiba, São Luís e Feira de Santana.
A Jovem Pan fez dois novos estúdios, contratou uma equipe de 25 pessoas, entre redatores, locutores, editores e operadores, e ainda conta com um time de mais de 40 colunistas da nova plataforma de comunicação da rede, entre eles nomes como Adrilles Jorge, Augusto Nunes (demitido em 2022), Bruno Garschagen, Caio Coppolla (saiu da rádio em outubro de 2019, porém retornou em 2021 e foi demitido em 2023), Denise Campos de Toledo, Felipe Moura Brasil, Joel Pinheiro da Fonseca (saiu da rádio em abril de 2019), Kallyna Sabino, Marco Antonio Villa (saiu da rádio em maio de 2019), Rodrigo Constantino (demitido em janeiro de 2023), Samy Dana, e Vera Magalhães (saiu da rádio em dezembro de 2020), além de montar uma equipe de publicidade para colaborar com agências e anunciantes.
Em 7 de setembro de 2023, a Jovem Pan News São Paulo deixou de existir para dar lugar a Classic Pan, emissora de formato adulto contemporâneo.

## Indicações e prêmios
Prêmio IBest
| Ano  | Categoria             | Resultado |
| ---- | --------------------- | --------- |
| 2023 | Notícias e Jornalismo | Venceu    |